# Santa Coloma d'Alemanys
Santa Coloma d'Alemanys, o dels Alemanys va ser una església, ara desapareguda, del terme comunal de Palau del Vidre, el territori de la qual s'estenia dins de l'actual terme d'Argelers de la Marenda, tots dos a la comarca del Rosselló (Catalunya del Nord). Els estudiosos coincideixen que era dins del terme de Palau del Vidre.
Estava situada a l'espai entre el nord-oest del terme argelerenc, i el nord-est del de Palau del Vidre, també a prop del de Sant Andreu de Sureda, a ponent de la carretera D - 914.
L'església dedicada a santa Coloma servia de temple parroquial a una comunitat rural el senyor de la qual era el comte d'Empúries, fins que el 1075 Ponç d'Empúries la cedí a Guislabert II de Rosselló com a garantia d'un jurament de fidelitat. Al llarg dels segles XII a XIV, sempre és esmentada com a Sancta Columba de Tribus bonis, per oposició a l'església de Santa Eugènia de Tresmals, més al nord, en terme d'Elna.